# Daïra d'Ouenza
La daïra d'Ouenza est une circonscription administrative algérienne située dans la wilaya de Tébessa. Son chef-lieu est situé sur la commune éponyme d'Ouenza.
La daïra regroupe les trois communes d'Aïn Zerga, El Meridj et Ouenza.